# Veľké Lovce
Veľké Lovce (slowakisch bis 1948 „Lót“ – bis 1927 „Nový Lot“; ungarisch Újlót – bis 1900 Nagylót) ist eine Gemeinde in der Slowakei im Kreis Nové Zámky. Sie ist 8 km vom Thermalbad Podhájska und etwa 20 km von Nové Zámky entfernt. Zum Kataster des Dorfes gehört eine Ruine des Paulinenklosters Máriačalád (Marias Familie). Durch die Gemeinde fließt der Lovčiansky-Bach.

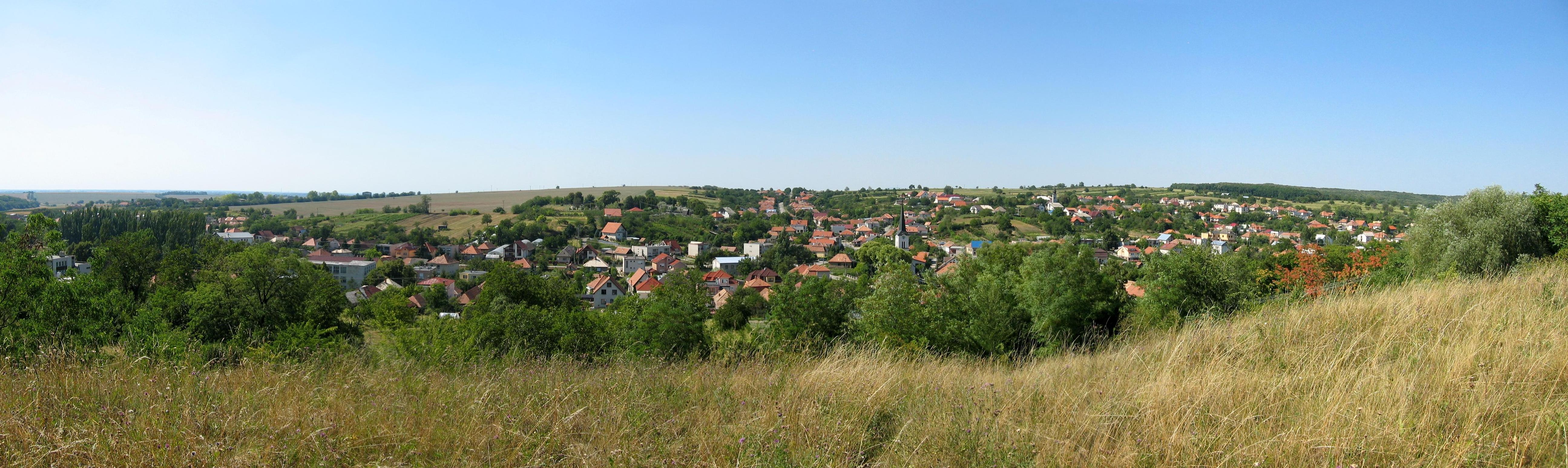
Panorama der Gemeinde

## Geschichte
Die urkundliche Ersterwähnung war im Jahr 1236. Historische Region war Tekov im Königreich Ungarn.
Bis 1919 gehörte sie im Komitat Bars zum Königreich Ungarn, danach kam sie zur neu entstandenen Tschechoslowakei. Aufgrund des Ersten Wiener Schiedsspruches gehörte sie 1938–45 noch einmal zu Ungarn und ist seit 1993 ein Teil der heutigen Slowakei.
Die Einwohnerzahl beträgt 2081 (31. Dezember 2006). Davon sind Slowaken – 85,57 %, Ungarn – 9,85 % und Zigeuner – 4,01 %. 84,82 % bekannten sich zur röm.-katholischen Kirche, andere Religionen sind Reformatoren (Kalvinịsten) – 10,37 %, ohne Konfession – 2,73 % und Evangelisch – 0,33 % der Bewohner.

## Bevölkerung
| Jahr                | 1994 | 2004    | 2014    | 2024    |
| ------------------- | ---- | ------- | ------- | ------- |
| Anzahl der Personen | 2113 | 2079    | 1918    | 1746    |
| Unterschied         |      | −1,60 % | −7,74 % | −8,96 % |

| Jahr                | 2023 | 2024    |
| ------------------- | ---- | ------- |
| Anzahl der Personen | 1737 | 1746    |
| Unterschied         |      | +0,51 % |